# Cayratia pellita
Cayratia pellita är en vinväxtart som beskrevs av Gagnepain. Cayratia pellita ingår i släktet Cayratia och familjen vinväxter. Inga underarter finns listade i Catalogue of Life.